# 1.ᵉʳ distrito electoral de Chile
El primer distrito electoral de Chile es un distrito electoral de la Cámara de Diputados de Chile. Creado en la reforma electoral de 1989, está compuesto por la totalidad de la región de Arica y Parinacota y, según el censo de 2017, posee 226 068 habitantes. Hasta la elección de 2013 eligió dos representantes usando el sistema binominal; desde la elección de 2017 elige tres representantes usando el sistema D'Hondt.

## Composición
El distrito está compuesto por cuatro comunas:
| Comuna         | Población (2017) |
| -------------- | ---------------- |
| Arica          | 221 364          |
| Camarones      | 1 255            |
| Putre          | 2 765            |
| General Lagos  | 684              |
| Total regional | 226 068          |

## Historia
Antes de la reforma electoral de 1989, el territorio del distrito formaba parte de la agrupación departamental de Tarapacá (conformada por los departamentos de Arica, Iquique y Pisagua) que elegía cuatro diputados. Con la reforma, se separó Arica y Parinacota de Tarapacá y se creó el nuevo  1.º distrito que, bajo el sistema binominal, elegía dos diputados. Con la reforma electoral de 2015, el distrito pasó a elegir tres diputados usando el Sistema D'Hondt.

### Historia política
Desde la creación del distrito en 1990, los dos diputados elegidos fueron uno de la Concertación y otro de la Alianza hasta que en 1997 Rosa González Román obtuvo un escaño como independiente. En 2001 Iván Paredes hizo lo propio (aunque en la práctica era un reconocido militante socialista), y en 2013 la coalición Si tú quieres, Chile cambia logró desplazar a la Alianza y ganar un escaño para el liberal Vlado Mirosevic. En las elecciones posteriores a la reforma electoral de 2015, Chile Vamos ha mantenido un escaño, mientras coaliciones de izquierda han mantenido los otros dos: la Nueva Mayoría y el Frente Amplio en 2017, y Socialismo Democrático (sucesor de parte de la Nueva Mayoría) en 2021.

## Diputados

### 1990-2018 (dos diputados)
| Elección | Diputado | Diputado                              | Diputado                                            | Diputado                             |
| -------- | -------- | ------------------------------------- | --------------------------------------------------- | ------------------------------------ |
| 1989     |          | Luis Leblanc Demócrata Cristiano      |                                                     | Carlos Valcarce Renovación Nacional  |
| 1993     |          | Salvador Urrutia Por la Democracia    |                                                     | Carlos Valcarce Renovación Nacional  |
| 1997     |          | Salvador Urrutia Por la Democracia    | Rosa González Independiente Demócrata Independiente |                                      |
| 2001     |          | Iván Paredes Independiente Socialista | Rosa González Independiente Demócrata Independiente |                                      |
| 2005     |          | Iván Paredes Independiente Socialista |                                                     | Ximena Valcarce Renovación Nacional  |
| 2009     |          | Orlando Vargas Por la Democracia      |                                                     | Nino Baltolu Demócrata Independiente |
| 2013     |          | Luis Rocafull Socialista              |                                                     | Vlado Mirosevic Liberal              |

### Desde 2018 (tres diputados)
| Elección | Diputado | Diputado                | Diputado           | Diputado                 | Diputado                  | Diputado                             |
| -------- | -------- | ----------------------- | ------------------ | ------------------------ | ------------------------- | ------------------------------------ |
| 2017     |          | Vlado Mirosevic Liberal |                    | Luis Rocafull Socialista |                           | Nino Baltolu Demócrata Independiente |
| 2021     |          | Vlado Mirosevic Liberal | Luis Malla Liberal |                          | Enrique Lee Independiente |                                      |

## Resultados electorales

### Década de 2020

Resultados de 2021

| Elecciones parlamentarias 2021: Arica y Parinacota | Elecciones parlamentarias 2021: Arica y Parinacota | Elecciones parlamentarias 2021: Arica y Parinacota                     | Elecciones parlamentarias 2021: Arica y Parinacota | Elecciones parlamentarias 2021: Arica y Parinacota |
| Lista                                              | Lista                                              | Candidatos                                                             | Votos                                              | %                                                  |
| -------------------------------------------------- | -------------------------------------------------- | ---------------------------------------------------------------------- | -------------------------------------------------- | -------------------------------------------------- |
|                                                    | Nuevo Pacto Social                                 | Vlado Mirosevic Luis Malla Gladys Acuña, Luis Rocafull                 | 28 618                                             | 35,6                                               |
|                                                    | Chile Podemos Más                                  | Enrique Lee Diego Paco, Nino Baltolu, Diego Bulnes                     | 18 880                                             | 23,5                                               |
|                                                    | Frente Social Cristiano                            | Marcelo Zara, Karla Kepec, Fidel Arenas                                | 12 106                                             | 15                                                 |
|                                                    | Partido de la Gente                                | Rayko Karmelic, Camila Aguilar, Gonzalo Campusano, Benedicta Rodríguez | 9 789                                              | 12,2                                               |
|                                                    | Apruebo Dignidad                                   | Ricardo Sanzana, Paloma Tapia, Silvia Muñoz                            | 7 270                                              | 9                                                  |
|                                                    | Dignidad Ahora                                     | Juan Tancara, Delia Condori                                            | 1 847                                              | 2,3                                                |
|                                                    | Partido de Trabajadores Revolucionarios            | Camilo Jofré, Valentina Albarracín                                     | 1 397                                              | 1,7                                                |
|                                                    | Nuevo Tiempo                                       | Fabián Aburto                                                          | 546                                                | 0,1                                                |
| Votos válidos                                      | Votos válidos                                      | Votos válidos                                                          | 80 453                                             | 100                                                |
| Votos blancos y nulos                              | Votos blancos y nulos                              | Votos blancos y nulos                                                  | 5 399                                              |                                                    |
| Votos totales                                      | Votos totales                                      | Votos totales                                                          | 85 852                                             |                                                    |

### Década de 2010

Resultados de 2017

Resultados de 2013

| Elecciones parlamentarias 2017: Arica y Parinacota | Elecciones parlamentarias 2017: Arica y Parinacota | Elecciones parlamentarias 2017: Arica y Parinacota                | Elecciones parlamentarias 2017: Arica y Parinacota | Elecciones parlamentarias 2017: Arica y Parinacota |
| Lista                                              | Lista                                              | Candidatos                                                        | Votos                                              | %                                                  |
| -------------------------------------------------- | -------------------------------------------------- | ----------------------------------------------------------------- | -------------------------------------------------- | -------------------------------------------------- |
|                                                    | Frente Amplio                                      | Vlado Mirosevic Camila Navarro, Iván Figueroa, Héctor Mérida      | 27 333                                             | 38,4                                               |
|                                                    | La Fuerza de la Mayoría                            | Luis Rocafull Iván Paredes, Eliana Videla, Ángelo Carrasco        | 15 957                                             | 22,4                                               |
|                                                    | Chile Vamos                                        | Nino Baltolu Marcelo Zara, Patricio López, Lorena Jiménez         | 15 164                                             | 21,3                                               |
|                                                    | Por Todo Chile                                     | Rodrigo Cuevas, Carolina Herrera, Rossana Alvarado, Camilo Medina | 10 328                                             | 14,5                                               |
|                                                    | Convergencia Democrática                           | Andrea Murillo, Richard Vildoso, Héctor Riveros                   | 2 416                                              | 3,4                                                |
| Votos válidos                                      | Votos válidos                                      | Votos válidos                                                     | 71 198                                             | 100                                                |
| Votos blancos y nulos                              | Votos blancos y nulos                              | Votos blancos y nulos                                             | 3 649                                              |                                                    |
| Votos totales                                      | Votos totales                                      | Votos totales                                                     | 74 847                                             |                                                    |

| Elecciones parlamentarias 2013: Arica y Parinacota | Elecciones parlamentarias 2013: Arica y Parinacota | Elecciones parlamentarias 2013: Arica y Parinacota | Elecciones parlamentarias 2013: Arica y Parinacota | Elecciones parlamentarias 2013: Arica y Parinacota |
| Lista                                              | Lista                                              | Candidatos                                         | Votos                                              | %                                                  |
| -------------------------------------------------- | -------------------------------------------------- | -------------------------------------------------- | -------------------------------------------------- | -------------------------------------------------- |
|                                                    | Nueva Mayoría                                      | Luis Rocafull Orlando Vargas                       | 29 600                                             | 44                                                 |
|                                                    | Si tú quieres, Chile cambia                        | Vlado Mirosevic Eduardo Piñones                    | 16 431                                             | 24,4                                               |
|                                                    | Alianza                                            | Nino Baltolu, Ximena Valcarce                      | 16 112                                             | 24                                                 |
|                                                    | Independiente                                      | Enrique Lee                                        | 3 910                                              | 5,8                                                |
|                                                    | Nueva Constitución para Chile                      | Aníbal Díaz                                        | 1 146                                              | 1,7                                                |
| Votos válidos                                      | Votos válidos                                      | Votos válidos                                      | 67 199                                             | 100                                                |
| Votos blancos y nulos                              | Votos blancos y nulos                              | Votos blancos y nulos                              | 3 883                                              |                                                    |
| Votos totales                                      | Votos totales                                      | Votos totales                                      | 71 082                                             |                                                    |

### Década de 2000

Resultados de 2009

Resultados de 2005

Resultados de 2001

| Elecciones parlamentarias 2009: Arica y Parinacota | Elecciones parlamentarias 2009: Arica y Parinacota | Elecciones parlamentarias 2009: Arica y Parinacota | Elecciones parlamentarias 2009: Arica y Parinacota | Elecciones parlamentarias 2009: Arica y Parinacota |
| Lista                                              | Lista                                              | Candidatos                                         | Votos                                              | %                                                  |
| -------------------------------------------------- | -------------------------------------------------- | -------------------------------------------------- | -------------------------------------------------- | -------------------------------------------------- |
|                                                    | Concertación Juntos Podemos Más                    | Orlando Vargas Iván Paredes                        | 34 509                                             | 46,2                                               |
|                                                    | Coalición por el Cambio                            | Nino Baltolu Ximena Valcarce                       | 32 906                                             | 44                                                 |
|                                                    | Chile Limpio. Vote Feliz                           | Pilar Mazuela, Jorge Seleme                        | 3 217                                              | 4,3                                                |
|                                                    | Independiente                                      | Luis Leblanc                                       | 2 447                                              | 3,3                                                |
|                                                    | Nueva Mayoría para Chile                           | Patricio Barrios, Nelson Silva                     | 1 642                                              | 2,2                                                |
| Votos válidos                                      | Votos válidos                                      | Votos válidos                                      | 74 721                                             | 100                                                |
| Votos blancos y nulos                              | Votos blancos y nulos                              | Votos blancos y nulos                              | 7 717                                              |                                                    |
| Votos totales                                      | Votos totales                                      | Votos totales                                      | 82 438                                             |                                                    |

| Elecciones parlamentarias 2005: Arica y Parinacota | Elecciones parlamentarias 2005: Arica y Parinacota | Elecciones parlamentarias 2005: Arica y Parinacota | Elecciones parlamentarias 2005: Arica y Parinacota | Elecciones parlamentarias 2005: Arica y Parinacota |
| Lista                                              | Lista                                              | Candidatos                                         | Votos                                              | %                                                  |
| -------------------------------------------------- | -------------------------------------------------- | -------------------------------------------------- | -------------------------------------------------- | -------------------------------------------------- |
|                                                    | Concertación                                       | Iván Paredes Rolando Caviedes                      | 27 883                                             | 37,5                                               |
|                                                    | Alianza                                            | Ximena Valcarce Rosa González                      | 22 587                                             | 30,4                                               |
|                                                    | Independiente                                      | Nino Baltolu                                       | 13 847                                             | 18,6                                               |
|                                                    | Fuerza Regional Independiente                      | Wanda Clemente, Bernardo Olivos                    | 7 116                                              | 9,6                                                |
|                                                    | Juntos Podemos Más                                 | Juan Riveros, Ricardo Pacheco                      | 2 841                                              | 3,8                                                |
| Votos válidos                                      | Votos válidos                                      | Votos válidos                                      | 74 274                                             | 100                                                |
| Votos blancos y nulos                              | Votos blancos y nulos                              | Votos blancos y nulos                              | 8 521                                              |                                                    |
| Votos totales                                      | Votos totales                                      | Votos totales                                      | 82 795                                             |                                                    |

| Elecciones parlamentarias 2001: Arica y Parinacota | Elecciones parlamentarias 2001: Arica y Parinacota | Elecciones parlamentarias 2001: Arica y Parinacota | Elecciones parlamentarias 2001: Arica y Parinacota | Elecciones parlamentarias 2001: Arica y Parinacota |
| Lista                                              | Lista                                              | Candidatos                                         | Votos                                              | %                                                  |
| -------------------------------------------------- | -------------------------------------------------- | -------------------------------------------------- | -------------------------------------------------- | -------------------------------------------------- |
|                                                    | Independiente                                      | Iván Paredes                                       | 26 886                                             | 37,7                                               |
|                                                    | Alianza                                            | Rosa González Manuel Rodríguez                     | 20 555                                             | 28,8                                               |
|                                                    | Concertación                                       | Salvador Urrutia, Javiera Plaza                    | 19 721                                             | 27,6                                               |
|                                                    | Comunista                                          | Paul González                                      | 2 007                                              | 2,8                                                |
|                                                    | Independiente                                      | Víctor Hugo Vega                                   | 1 158                                              | 1,6                                                |
|                                                    | Humanista                                          | Nelson Silva                                       | 642                                                | 0,9                                                |
|                                                    | Independiente                                      | Sergio Stancic                                     | 386                                                | 0,5                                                |
| Votos válidos                                      | Votos válidos                                      | Votos válidos                                      | 71 355                                             | 100                                                |
| Votos blancos y nulos                              | Votos blancos y nulos                              | Votos blancos y nulos                              | 11 341                                             |                                                    |
| Votos totales                                      | Votos totales                                      | Votos totales                                      | 82 696                                             |                                                    |

### Década de 1990

Resultados de 1997

Resultados de 1993

| Elecciones parlamentarias 1997: Arica y Parinacota | Elecciones parlamentarias 1997: Arica y Parinacota | Elecciones parlamentarias 1997: Arica y Parinacota | Elecciones parlamentarias 1997: Arica y Parinacota | Elecciones parlamentarias 1997: Arica y Parinacota |
| Lista                                              | Lista                                              | Candidatos                                         | Votos                                              | %                                                  |
| -------------------------------------------------- | -------------------------------------------------- | -------------------------------------------------- | -------------------------------------------------- | -------------------------------------------------- |
|                                                    | Concertación                                       | Salvador Urrutia Luis Gutiérrez                    | 25 280                                             | 37,5                                               |
|                                                    | Independiente                                      | Rosa González                                      | 17 680                                             | 26,2                                               |
|                                                    | Unión por Chile                                    | Carlos Valcarce, Julio Urquhart                    | 16 371                                             | 24,3                                               |
|                                                    | La Izquierda                                       | Paul González                                      | 4 720                                              | 7                                                  |
|                                                    | Chile 2000                                         | Hernán Sudy, Hugo Le Blanc                         | 2 088                                              | 3,1                                                |
|                                                    | Humanista                                          | Carlos Ojeda, Loreto del Campo                     | 1 339                                              | 2                                                  |
| Votos válidos                                      | Votos válidos                                      | Votos válidos                                      | 67 478                                             | 100                                                |
| Votos blancos y nulos                              | Votos blancos y nulos                              | Votos blancos y nulos                              | 17 504                                             |                                                    |
| Votos totales                                      | Votos totales                                      | Votos totales                                      | 84 982                                             |                                                    |

| Elecciones parlamentarias 1993: Arica y Parinacota | Elecciones parlamentarias 1993: Arica y Parinacota | Elecciones parlamentarias 1993: Arica y Parinacota | Elecciones parlamentarias 1993: Arica y Parinacota | Elecciones parlamentarias 1993: Arica y Parinacota |
| Lista                                              | Lista                                              | Candidatos                                         | Votos                                              | %                                                  |
| -------------------------------------------------- | -------------------------------------------------- | -------------------------------------------------- | -------------------------------------------------- | -------------------------------------------------- |
|                                                    | Concertación                                       | Salvador Urrutia Luis Leblanc                      | 51 867                                             | 62,1                                               |
|                                                    | Unión por el Progreso                              | Carlos Valcarce José Solari                        | 27 726                                             | 33,2                                               |
|                                                    | Alternativa Demócratica de Izquierda               | Pedro Cisternas                                    | 3 000                                              | 3,6                                                |
|                                                    | La Nueva Izquierda                                 | Patricio Torres                                    | 887                                                | 1                                                  |
| Votos válidos                                      | Votos válidos                                      | Votos válidos                                      | 83 480                                             | 100                                                |
| Votos blancos y nulos                              | Votos blancos y nulos                              | Votos blancos y nulos                              | 8 386                                              |                                                    |
| Votos totales                                      | Votos totales                                      | Votos totales                                      | 91 866                                             |                                                    |

### Década de 1980

Resultados de 1989

| Elecciones parlamentarias 1989: Arica y Parinacota | Elecciones parlamentarias 1989: Arica y Parinacota | Elecciones parlamentarias 1989: Arica y Parinacota | Elecciones parlamentarias 1989: Arica y Parinacota | Elecciones parlamentarias 1989: Arica y Parinacota |
| Lista                                              | Lista                                              | Candidatos                                         | Votos                                              | %                                                  |
| -------------------------------------------------- | -------------------------------------------------- | -------------------------------------------------- | -------------------------------------------------- | -------------------------------------------------- |
|                                                    | Concertación                                       | Luis Leblanc Luis Gutiérrez                        | 36 873                                             | 43,4                                               |
|                                                    | Democracia y Progreso                              | Carlos Valcarce Patricio Durán                     | 26 595                                             | 31,3                                               |
|                                                    | Unidad para la Democracia                          | Orel Viciani, Juan Restelli                        | 12 159                                             | 14,3                                               |
|                                                    | Liberal-Socialista Chileno                         | Pablo Pizarro, Vicente Echeverría                  | 7 558                                              | 8,9                                                |
|                                                    | Independiente                                      | Pablo Arancibia                                    | 1 784                                              | 2,1                                                |
| Votos válidos                                      | Votos válidos                                      | Votos válidos                                      | 84 974                                             | 100                                                |
| Votos blancos y nulos                              | Votos blancos y nulos                              | Votos blancos y nulos                              | 5 403                                              |                                                    |
| Votos totales                                      | Votos totales                                      | Votos totales                                      | 90 377                                             |                                                    |